# 部首変換
部首変換（）とは、日本語入力システムにおける漢字への変換方法の一つ。
漢字を構成要素ごとに分け（つまり本来の意味での部首とは限らない）、構成要素別に一部あるいは全部を入力することで漢字を検索する。
かな漢字変換システムにも擬似的に採用され、例えば「いとへん」と入力して「続」を検索するような実装も部首変換と呼ばれることもある。

## 概要
部首変換は、“ある偏とある旁”、“ある冠とその下部”などのように、二つ、もしくはそれ以上の文字要素を指定をすることにより、目的の漢字を得る変換システムである。また、よく似た字形の文字を同種の文字と見なして曖昧検索の幅を広げたり、異字も同字として扱う場合もあり、これは個々のシステム、アプリケーションによって異なる。
変換辞書に登録されていないために直接入力の行えない漢字や、入力できる漢字であってもユーザーがその漢字の読みや文字コードを忘れていたり知らないといった場合の補助として、交ぜ書き変換と共に活用されるほか、大規模文字セットなどの多漢字環境でしばしば用いられる。なお、今昔文字鏡では文字の構成自体を文字要素の合成によっており、部首変換における検索のアルゴリズムはこの構成を転用し、合成の仕様に基づいたものとなっている。
最初に発案した者が誰であるのかは別として、文字コード体系が確立に到りきっていなかった中国語圏では、その多漢字という言語事情から文字構成のしかたや変換システムの模索が続いていた歴史が存在する。現在ではピンインやボポモフォによる入力が一般的となっているが、そこに到る過程の中では多くの部首変換による方法も研究され、試行錯誤がなされていた。
現在では大規模文字セットにおいては必須の文字変換・文字検索の手段であり、BTRON仕様のオペレーティングシステムである超漢字では標準装備されているアプリケーションソフトウェアである。

## 変換の方法
それぞれのアプリケーションによって一様ではないが、文字変換、文字検索のインターフェースとして主なものは以下の2つに集約される。
- 先に合成させる元となる漢字を2つ、もしくはそれ以上を一旦出力し、これを文字要素として入力して変換操作をする。
- まず、部首変換モードに入ってから合成する2つ、もしくはそれ以上の漢字を入力して確定させる。

機能として、ハングルの合字入力を行うために用いられている一般的なIMEの仕様は後者に属するといえる。

## 変換の種類
変換の種類は、偏と旁を加える（and）だけの単純なものに限定されず、引いたり（not）、他の漢字の持っている文字要素を部分的に引用したりなど、多岐に亘る。部分的な文字要素とは、その代表例がすなわち部首である。

### 部首の足し算
休という字を入力したいが、入力方法を忘れてしまった。イや木なら直接入力できる。というケース
1. イ、木　と入力。なお、第一字はカタカナのイだが、人偏の代用として広く使われている。
2. 部首変換を実行。
3. イ木が休に変わる。

なお、語など、複数の部品によって構成されている場合は、言、五、口と入力してから一度部首変換をすると後ろ二つの漢字が吾に変わるので、そこでもう一度部首変換することで目的の漢字を得る。

### 部首の引き算
冬という字を出力したいが、ストロークが思い出せない。終や糸なら出力できる。というケースは、終、糸と入力してから部首変換をする。

### 部首の引用による足し算
狛を入力したいが、ストロークが思い出せない。独や白なら出力できる。というケースでは、独、白と入力して部首変換する。ただし、この方法は目的の漢字ならない場合もあるので注意。

### 部首の引用による引き算
韋という字を出力したいが、直接出力できない。そこで、違を使って出力させるというケースでは、違、道を出力して部首変換すると、違から之繞(しんにょう)が取り除かれて“韋”が残る。ただし前項目同様、目的の漢字にならないことがある。

### 品字様などの場合
轟などの字は特別に車、3と入力して変換する。叕なら又、4と入力して変換。彡(さんづくり)もノ、3と入力して変換。

### 上のいずれにも該当しない複雑な字の場合
鬱を部首変換で入力したい場合、林、缶と入力して部首変換する。木缶木という字はないので、鬱が確定される。しかしこのような場合、かな漢字変換、交ぜ書き変換の使用をおすすめする。

## 代用定義
ある部首について、別の文字も同じ部首として使用したい時がある。
たとえば、字という漢字は宀(べん)+子の形で登録されているが、宀は直接出力できない。かといって、ウ+子の形で登録してしまうと、今度は宀が欲しい時に不便になる(引き算をする時にカタカナのウが出力されてしまうから)。そこで、
- 登録時には宀+子の形で登録
- 上とは別にカタカナのウは宀の代わりとしても使えますよ、という登録をさせる

これにより、合成時は、ウ、子と入力することで字を出力させることができ、更に引き算をしても宀が得られ、どちらにも不都合が出なくなる。